# Yvonne Zitzmann
Yvonne Zitzmann (* 30. Juli 1976 in Frankfurt (Oder)) ist eine deutsche Schriftstellerin und Übersetzerin.

## Leben
Zitzmann studierte Germanistik und Psychologie in Potsdam. Danach war sie mehrere Jahre Geschäftsführerin des Literatur-Kollegiums Brandenburg. Seit 2010 ist sie freie Autorin, die Lyrik, Prosa, Hörspiele und literarische Übersetzungen aus dem Russischen in Zeitschriften und Anthologien veröffentlicht. Sie bietet Schreibworkshops für Kinder, Jugendliche und Erwachsene an.
2012 erhielt Zitzmann den Ehm-Welk-Literaturpreis für ihre Erzählung Endmoränen. 2021 erschien ihr erster Roman Tage des Vergessens. 2022 veröffentlichte sie Die Füchse haben Gruben, die Vögel haben Nester.
Zitzmann lebt mit ihrer Familie in Rangsdorf bei Berlin.

## Werke
- Tage des Vergessens. Müry Salzmann, Salzburg und Wien 2021, ISBN 978-3-99014-214-1.
- Die Füchse haben Gruben, die Vögel haben Nester. Müry Salzmann, Salzburg und Wien 2022, ISBN 978-3-99014-230-1.

## Auszeichnungen
- 2011: Finalistin Literaturpreis Prenzlauer Berg
- 2012: Ehm-Welk-Literaturpreis
- 2013/14: Stipendiatin Bayerische Akademie des Schreibens (Literaturhaus München)
- 2014: Kunst-Förderpreis des Landes Brandenburg
- 2021: Nominierung Uwe-Johnson-Förderpreis
- 2021/22: Teilnahme an der LiteraTour Nord (Debüt Spezial)
- 2022: Arbeitsstipendium vom Land Brandenburg